# Giovanni Dalla Libera
Giovanni Dalla Libera (Arcade, 5 luglio 1967) è un ex cestista italiano.

## Carriera
Ala  di 202 cm per 97 kg, ha giocato in Serie A1 e Serie A2.
Ha debuttato diciassettenne in A2 con il Basket Mestre (1984-85) dove ha giocato due stagioni, poi trasferito a Napoli dove ottiene subito la promozione in A1 che la sua squadra mantiene per 4 stagioni. A Napoli Giovanni resta fino al 1995 (8 stagioni), dal 1996 è a Pozzuoli per due stagioni, poi a Forlì, successivamente ad Avellino, per concludere la carriera professionistica nel 2000-2001 a Scafati.
Complessivamente nella sua carriera ha disputato 4 stagioni in Serie A1 (Napoli) e 12 in A2, con due promozioni (1986-87, 1999-2000).
Ha militato nella Nazionale Militare.